# Anaerolinea thermolimosa
Anaerolinea thermolimosa é um termofílica, não esporos -forming, não- móveis, gram-negativas, bactérias filamentosas com o tipo de estirpe IMO-1T (=JCM 12577T =DSM 16554T).